# Liphook
Liphook är en ort i Storbritannien.   Den ligger i grevskapet Hampshire och riksdelen England, i den södra delen av landet, 70 km sydväst om huvudstaden London. Liphook ligger 110 meter över havet och antalet invånare är 6 165.
Terrängen runt Liphook är platt. Runt Liphook är det ganska tätbefolkat, med 149 invånare per kvadratkilometer. Närmaste större samhälle är Farnham, 15,3 km norr om Liphook. I omgivningarna runt Liphook växer i huvudsak blandskog.